# JR東海315系電車
315系電車（315けいでんしゃ）は、東海旅客鉄道（JR東海）の直流通勤形電車である。

## 概要
国鉄分割民営化前後に製造された211系・213系・311系を置き換えるため、2020年（令和2年）1月22日に「名古屋・静岡都市圏を中心に、中央本線・東海道本線・関西本線等に順次投入する計画」であるとして導入が発表された。2022年（令和4年）3月5日に中央本線の名古屋駅 - 中津川駅間で8両編成が営業運転を開始した。4両編成は2023年（令和5年）6月1日より、関西本線の名古屋駅 - 亀山駅間において営業運転を開始した。
これまでJR東海が新製導入した普通列車用電車はいずれも近郊形に区分されていたが、本形式は初めて通勤形となった。
全車が日本車輌製造で製造され、同社の次世代ブランド「N-QUALIS（エヌクオリス）」を採用した第一号車両である。電気品は東芝インフラシステムズが受注している。

## 構造

### 車体
車体はステンレス鋼製を基本とし、先頭構体は鋼製である。外観の美観向上のため、レーザー溶接を採用している。構造部材の配置を見直して強度向上を図ると共に、「N-QUALIS」の特徴でもある平滑な外板を実現した。可動柵に対応するため、全長を先頭車・中間車とも20,100 mmで統一している。車体幅は2,978 mm、屋根高さは3,630 mm、床面高さは1,140 mmであり、313系と共通である。先頭構体形状は、低コスト化およびオフセット衝突対策のため、後退角ありの直線形状である。側面の連続窓は廃止し、窓部に吹寄柱を立てることで側面衝突対策としている。
外装色には白とコーポレートカラーのオレンジを採用している。側面ドア上や側面窓の高さにオレンジのラインが配され、下部にかけて白いラインが入っている。前面は前面窓から貫通扉下部にかけて白く配色され、前面窓下部にオレンジ色の帯が入る。楕円形のライトケースには、高輝度LEDを用いた前部・後部標識灯が収められている。

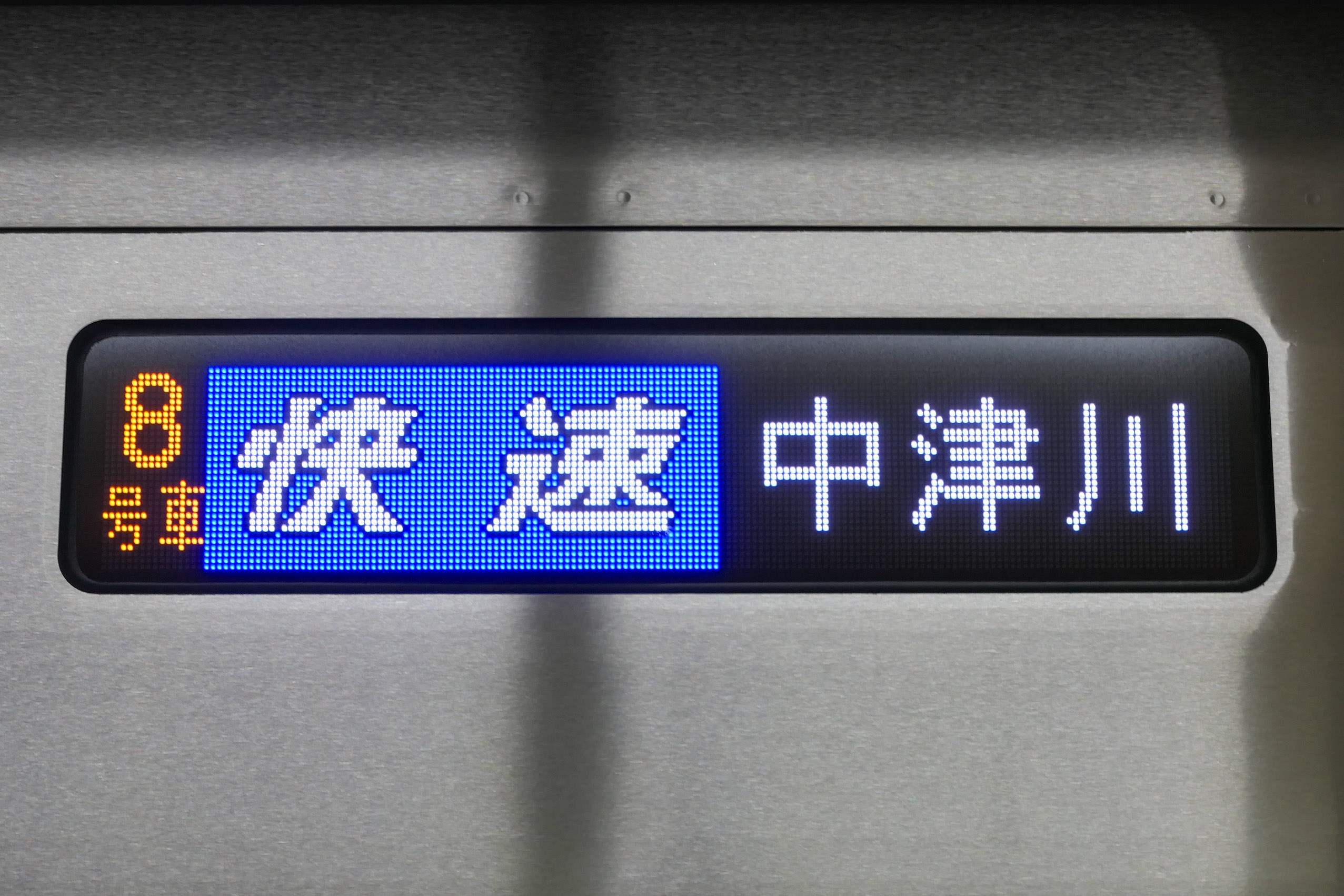
側面行先表示

### 内装
インテリアデザインは、「優しく安心感のある快適な移動空間」をコンセプトとしており、バリアフリー設備の充実や車内セキュリティーの強化、冷房機能や座り心地の向上などが行われた。
座席はロングシートで、車端部は4人掛け、ドア間は11人掛けである。座席幅は211系より1 cm幅を広げた460 mmである。車内カラーは青を基本としつつ、優先席は座席や床面の色も変更して視認性を向上させた。客室窓には赤外線・紫外線を99％カットする複層UVカットガラスが採用され、日除けは省略となった。扉間中央と車端部の窓は中折式であり、レバー操作で開閉できる。
車内案内表示装置にはJR東海の普通列車用車両として初となる液晶ディスプレイが採用され、各ドア上に1基設置されている。また防犯カメラが1両5ヶ所、非常通報装置が1両3ヶ所設置されている。
車椅子対応トイレは編成中1ヶ所設けられており、車椅子スペースは1両に1ヶ所ある。
戸閉装置（ドアエンジン）は富士電機製で、JR東海の車両では初めての電気駆動式を採用している
空調装置にはAIが国内の鉄道車両で初めて採用され、常に制御の最適化が行われる。また8両編成中1両はJR東海初の弱冷房車となっている。

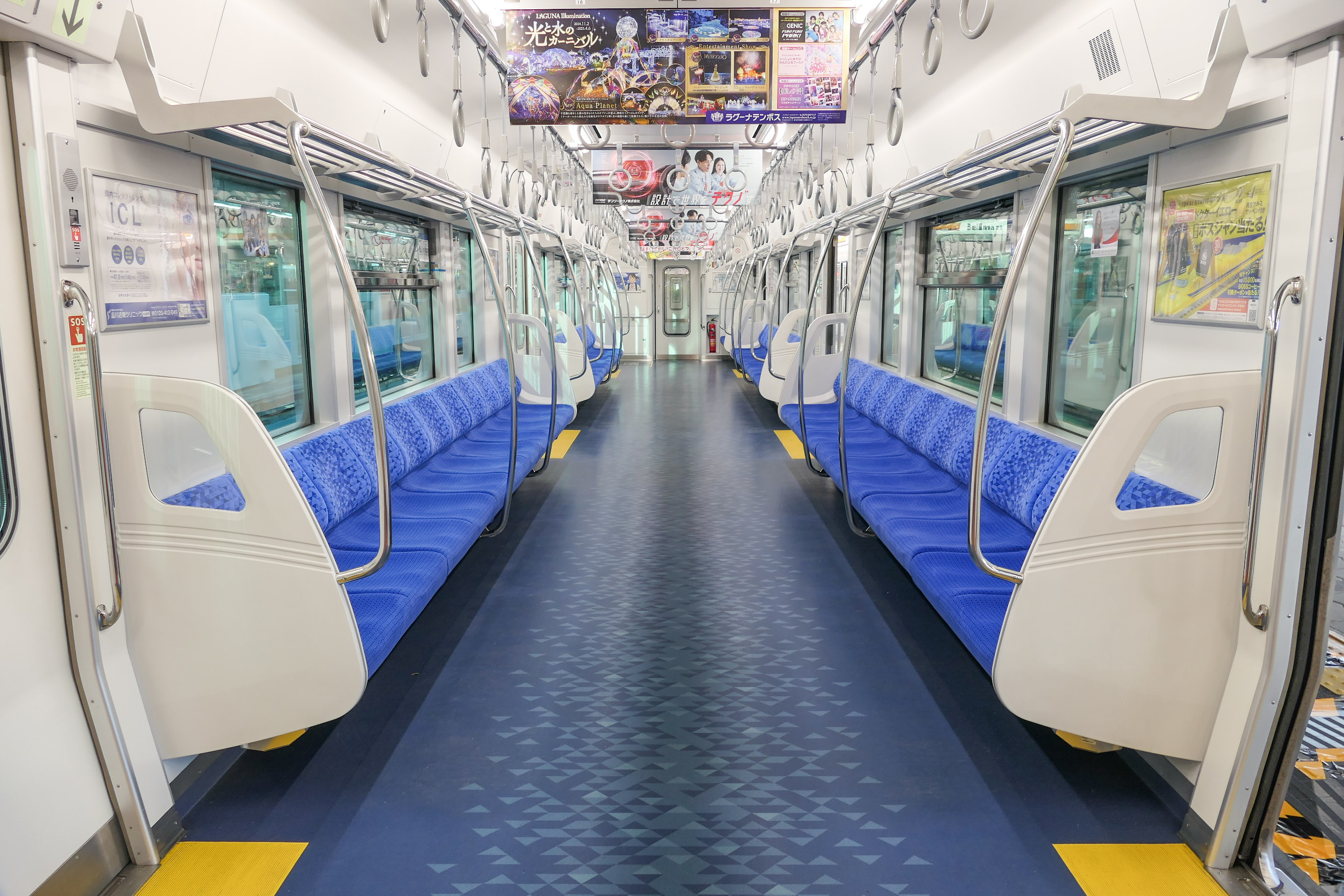
車内
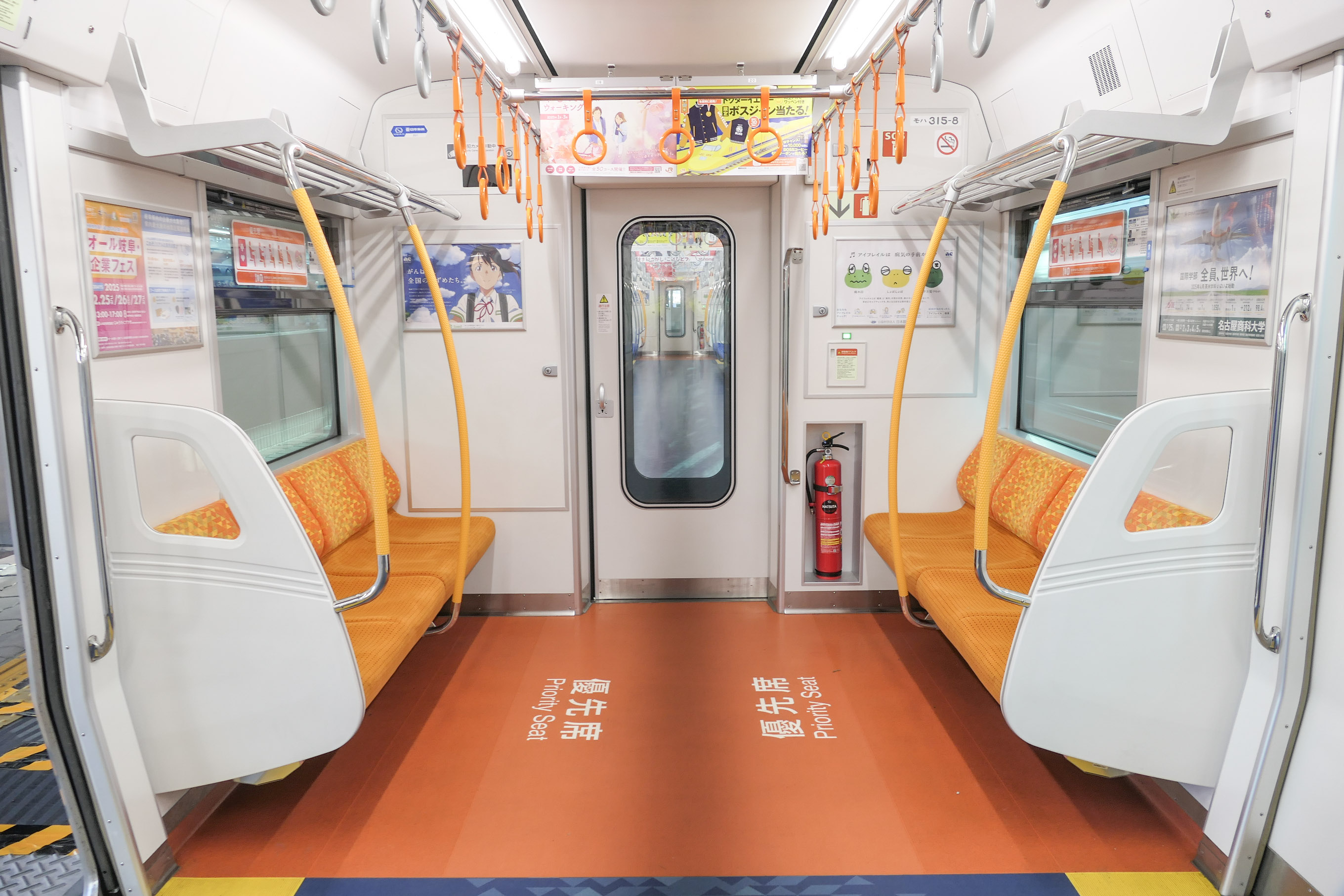
優先席
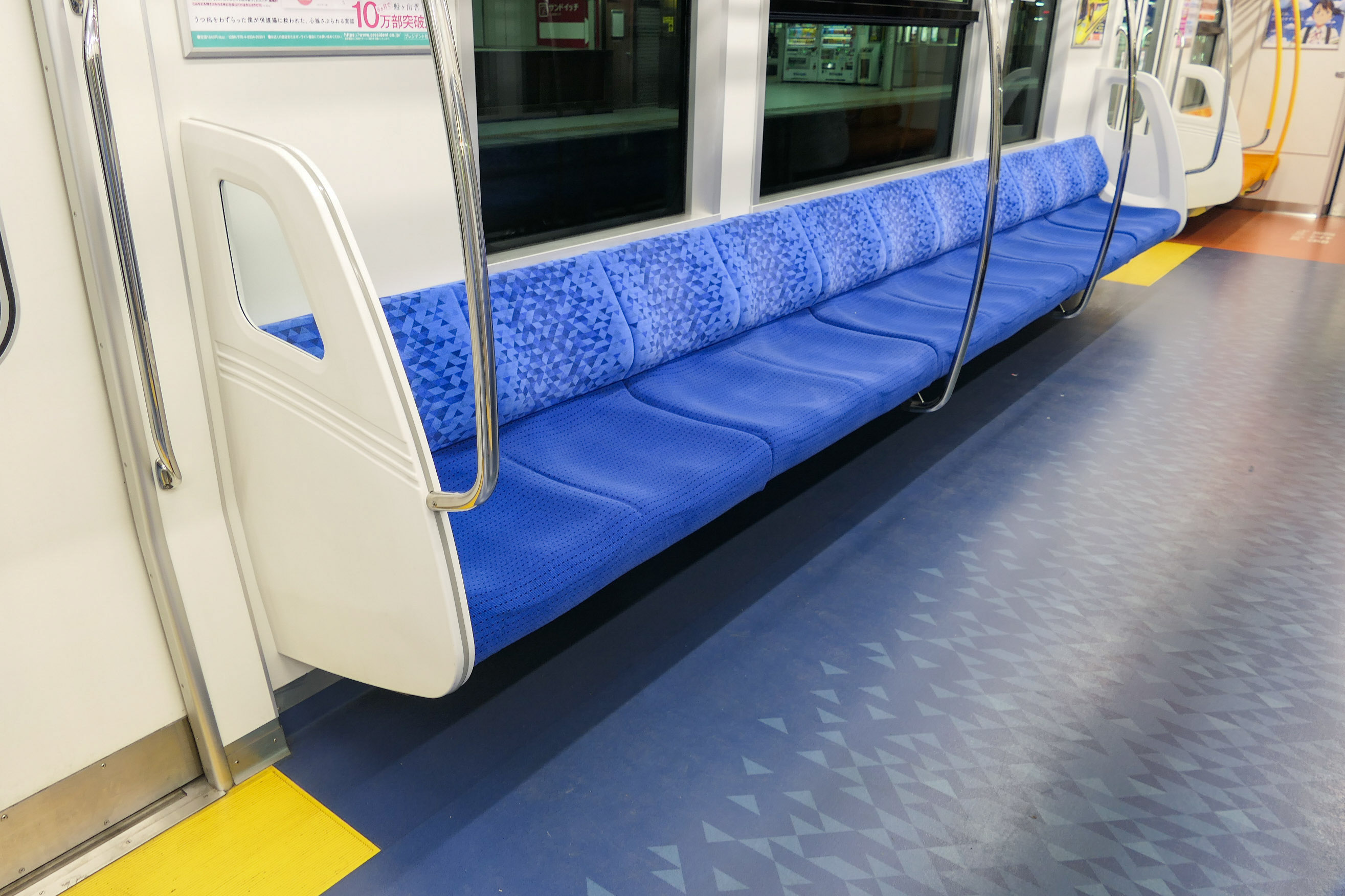
ロングシート
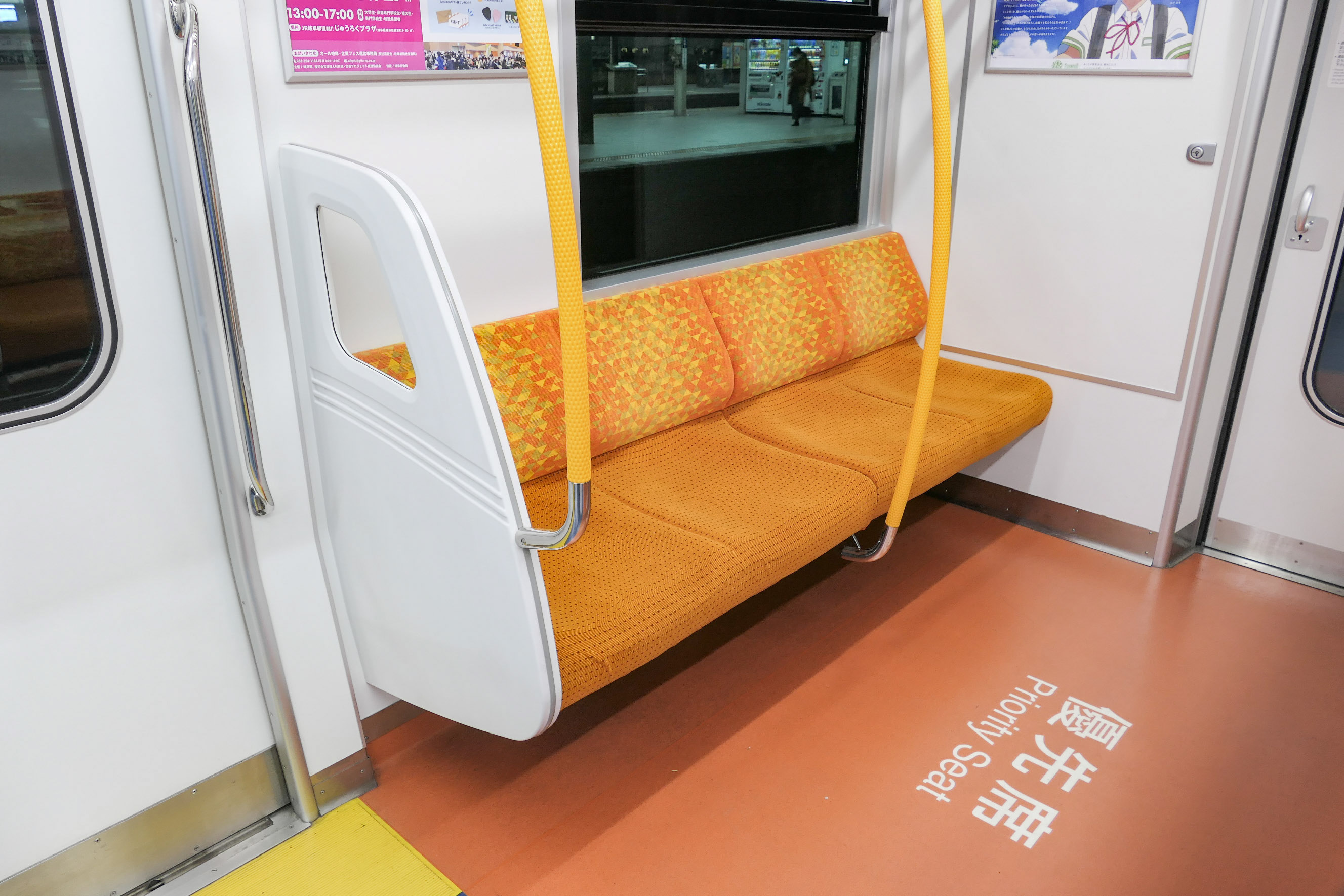
ロングシート（優先席）
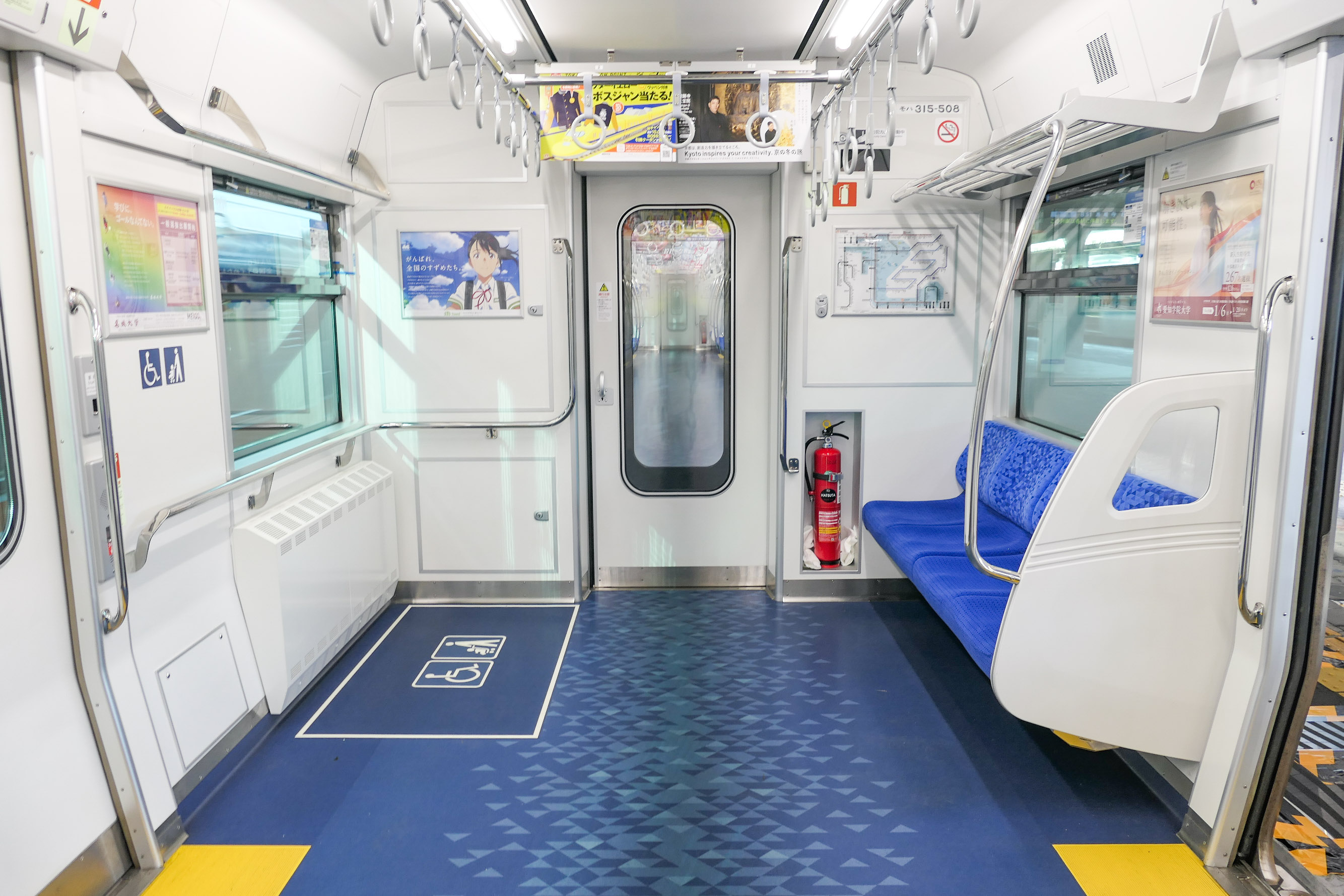
車椅子スペース（モハ315形）
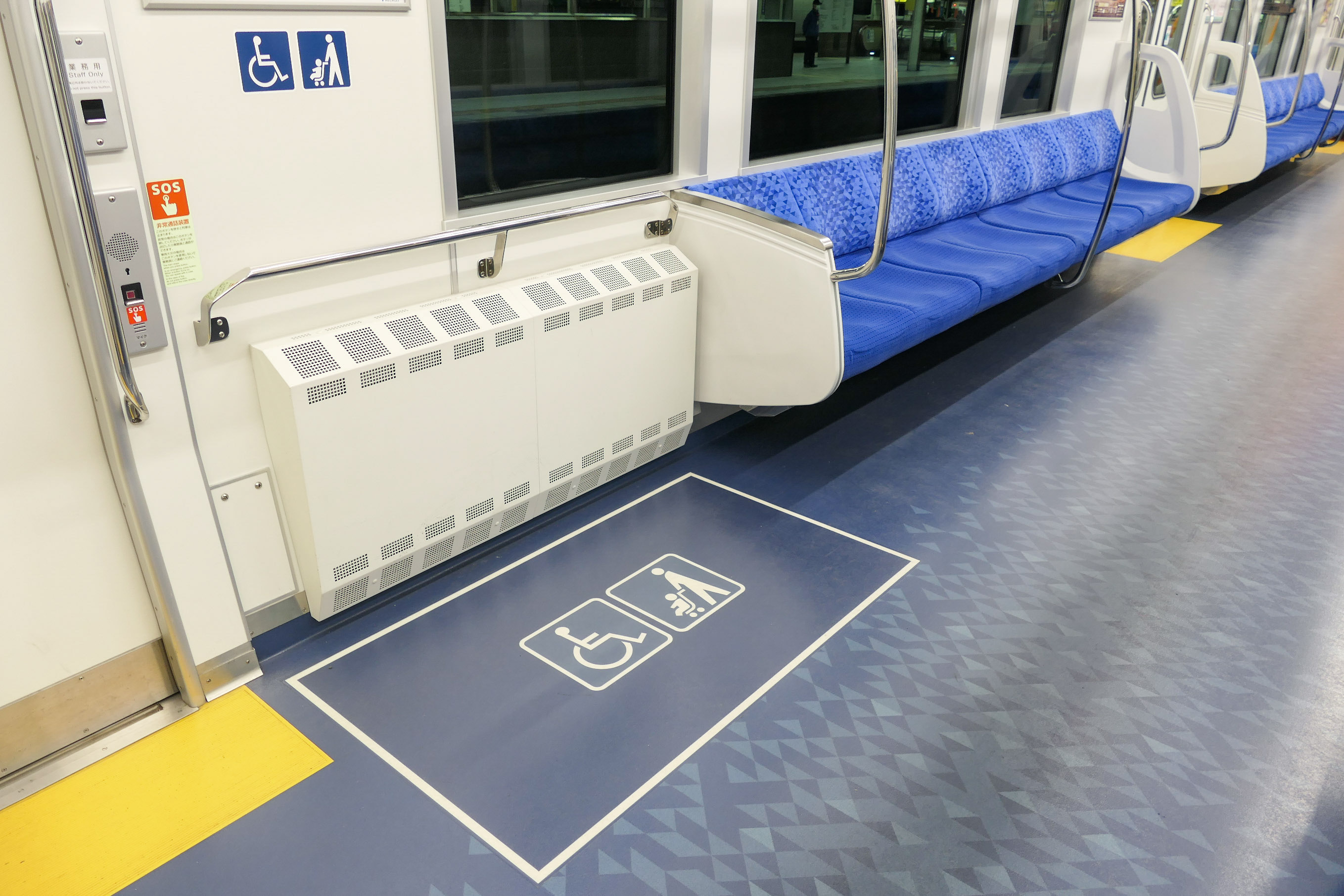
車椅子スペース（クハ315形）
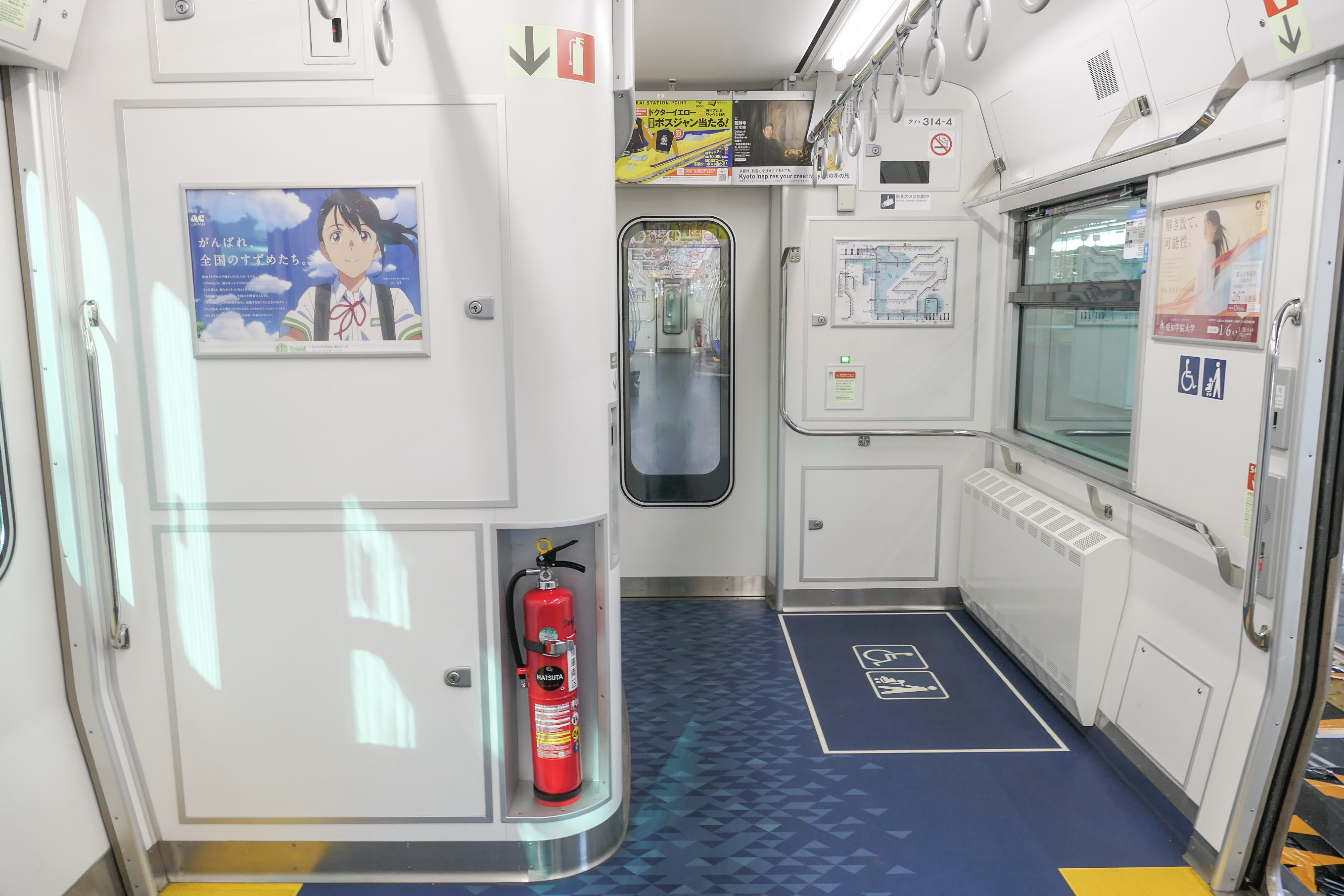
車椅子スペース（クハ314形）
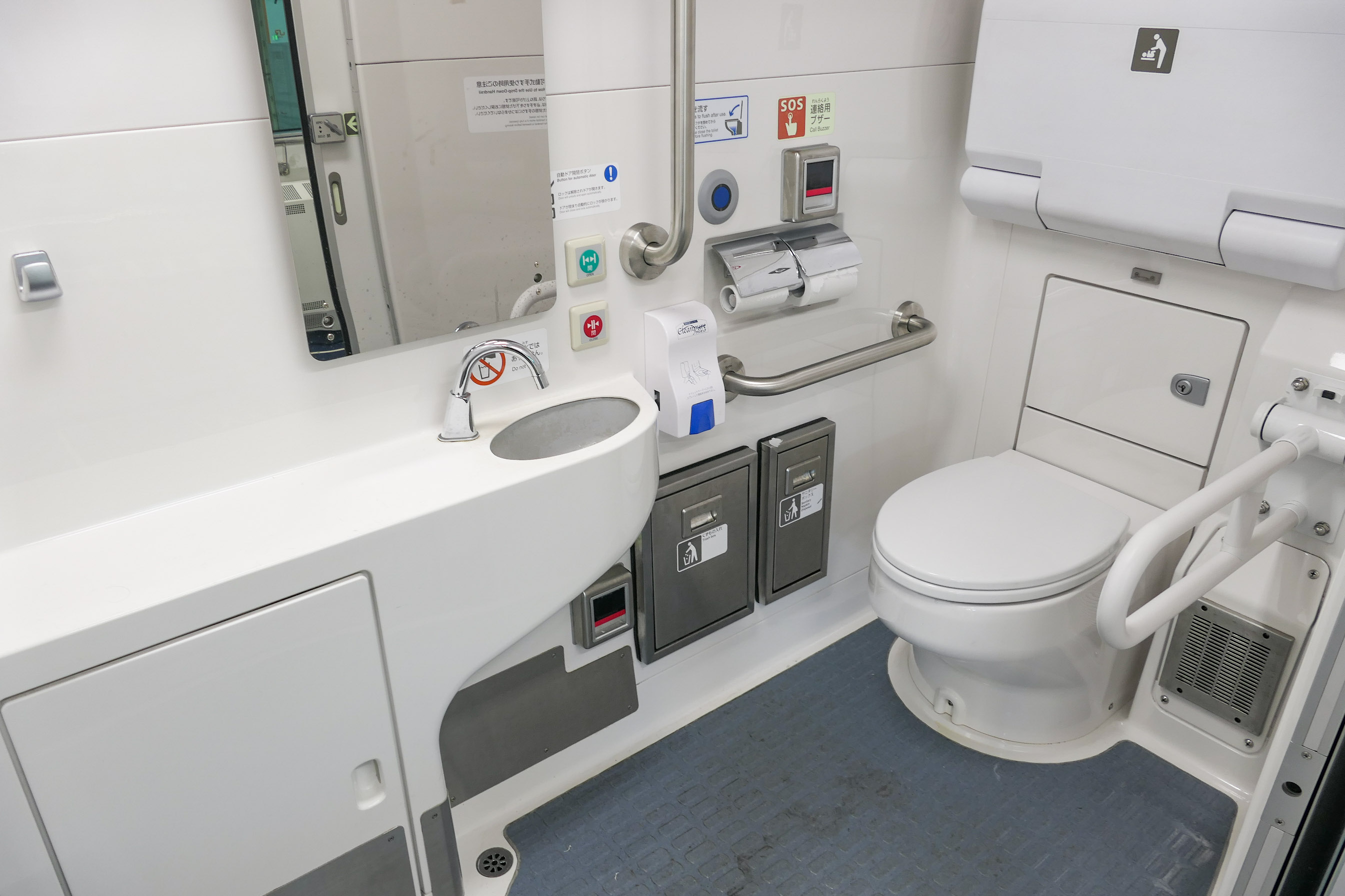
車椅子対応トイレ
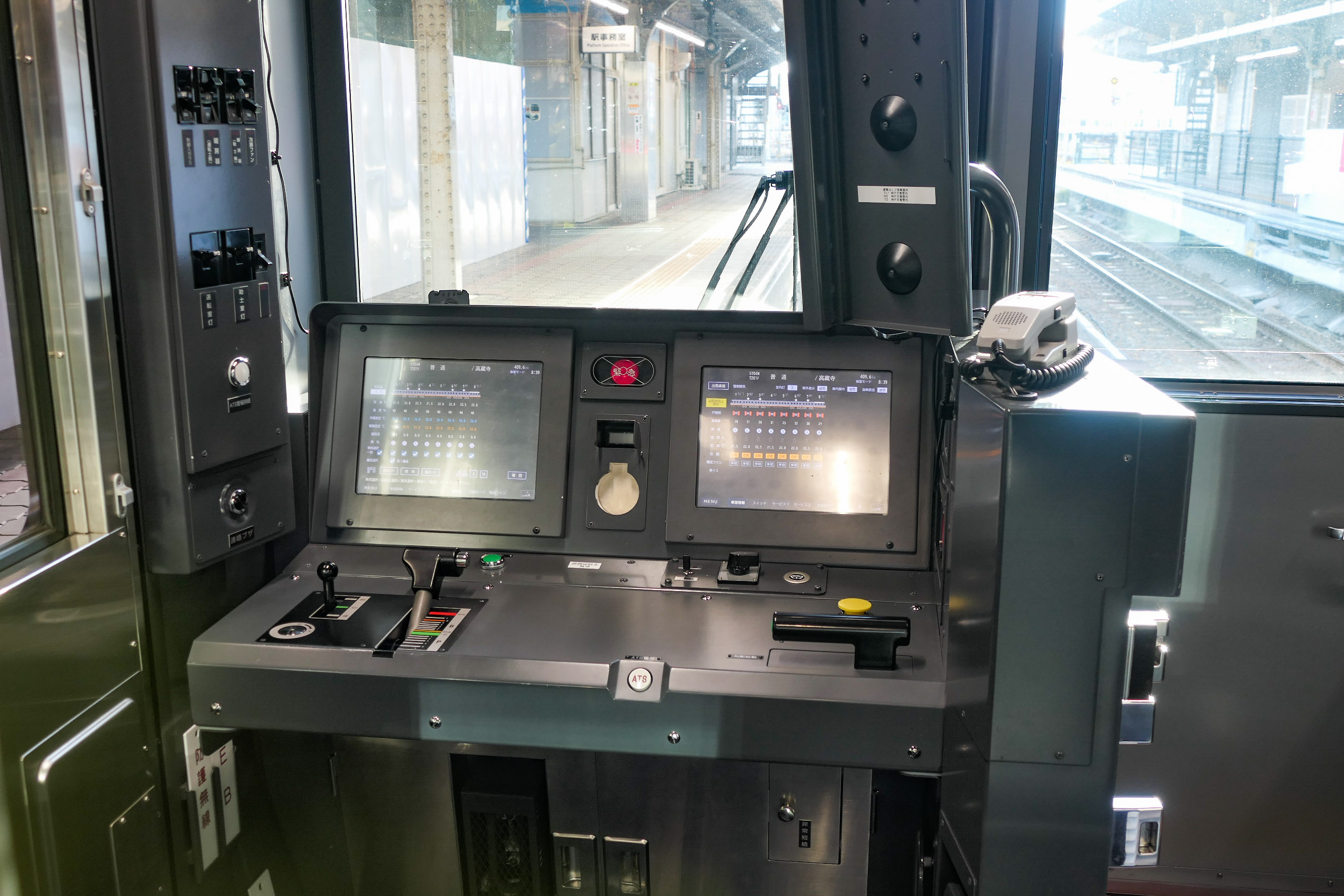
運転台
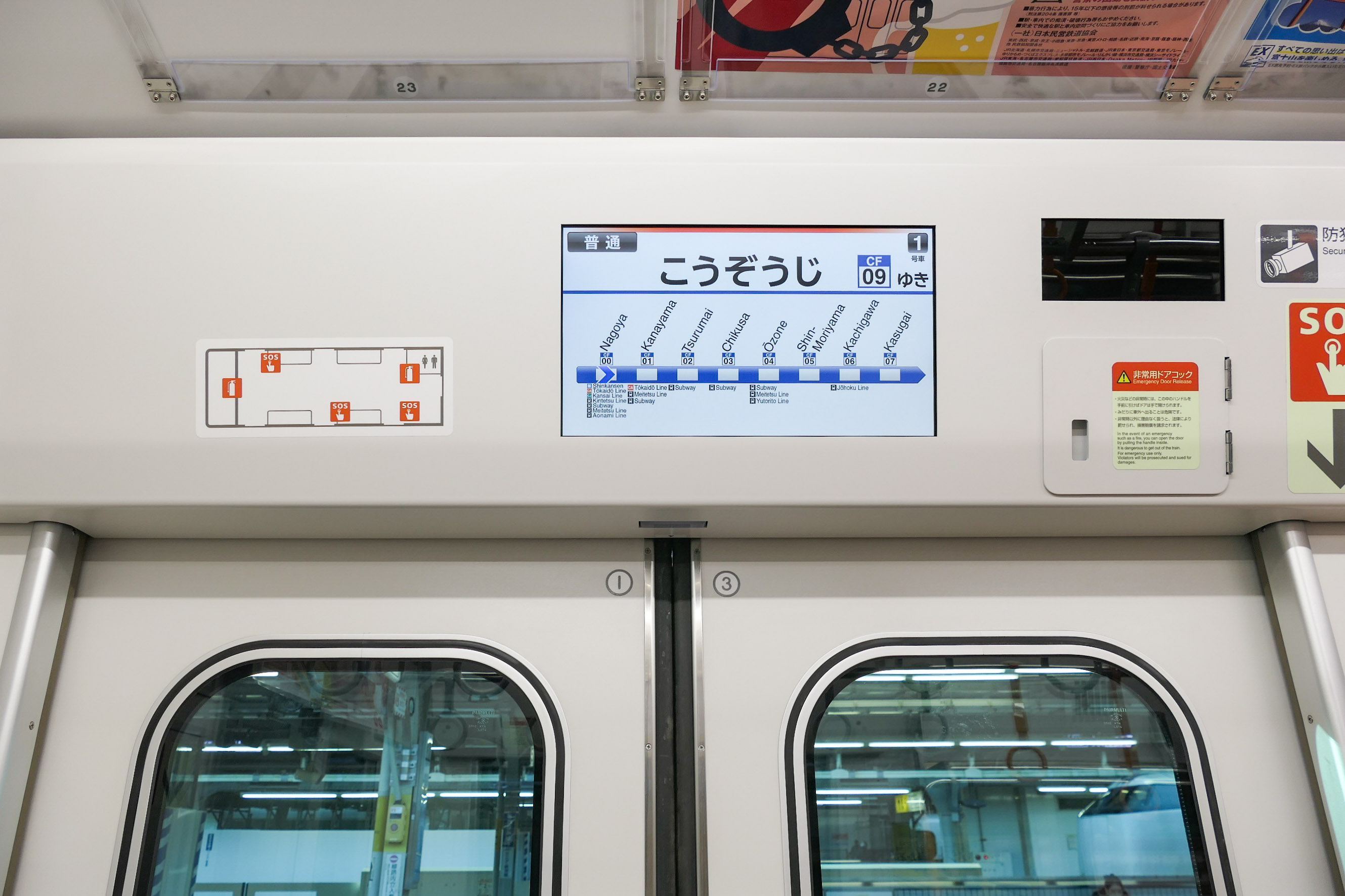
車内案内表示装置

### 走行装置
N700S系の技術をフィードバックした非常走行用蓄電装置が設置されており、0番台C1 - C7編成は準備工事（2022年（令和4年）夏以降順次搭載）で、0番台C8編成以降と3000番台は製造段階で設置された。制御伝送装置にはイーサネットを採用し、伝送速度の向上に繋げた。
車両制御装置は主電動機を駆動するVVVFインバータ装置とサービス用電源を供給する補助電源装置で構成されているが、モハ315形500番台は補助電源装置は省略されている。インバータ素子にハイブリッドSiC素子を使用しており、そのほかの省エネルギー対策も含めて、211系比で35％の消費電力削減となっている。インバータ故障の際には健全機器の出力を向上させ、健全時と同様の力行性能を確保する性能補償機能を導入し、8両編成では2インバータ、4両編成では1インバータ故障まで性能補償が可能である。
台車は、HC85系気動車と同じ安全性向上台車（C-DT69〈動力台車〉、C-TR257〈付随台車〉）を採用する。日本車輌では「NS台車」と命名されている。横ばりと側ばりをプレス加工で一体化した構造として重要溶接部を313系比約6割削減し、台車枠の信頼性を高め、検修時の探傷時間の短縮による省メンテナンス化を実現した。軸箱支持方式にはタンデム式を採用し、上下荷重をコイルバネ、左右・前後荷重を前後に段違いで配置された円錐積層ゴムで負担する。駆動方式は、2019年（平成31年）に登場したHC85系の量産先行車に引き続きWN駆動方式を採用しており、WN継手は低騒音化が図られた設計となっている。

## 形式
出典。
- モハ315形

中間電動車。2位寄りに車椅子スペースを備える。
- 0・3000番台（M1）

車両制御装置（主回路部＋補助電源部）、集電装置などを搭載する。0番台は8両編成用、3000番台は4両編成用。
- 500・3500番台（M2）

車両制御装置（主回路部）、集電装置などを搭載する。500番台は8両編成用、3500番台は4両編成用。
- クハ315形（Tc1）

上り向き制御車。前位寄りに運転台、1位寄りに車椅子スペースを備え、非常走行用インバータ、非常走行用蓄電池、空気圧縮機などを搭載する。0番台は8両編成用、3000番台は4両編成用。

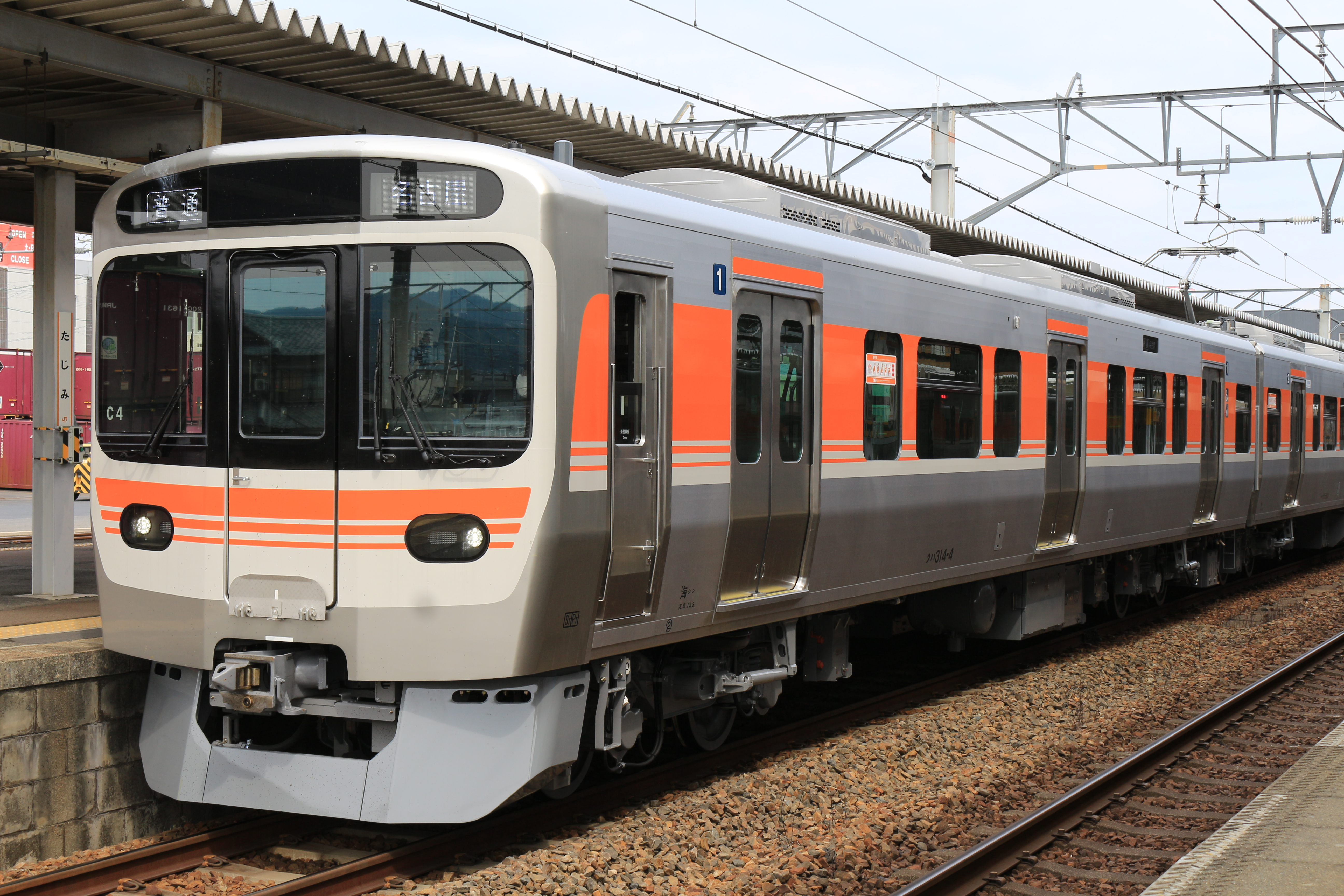
クハ314形（Tc'1）
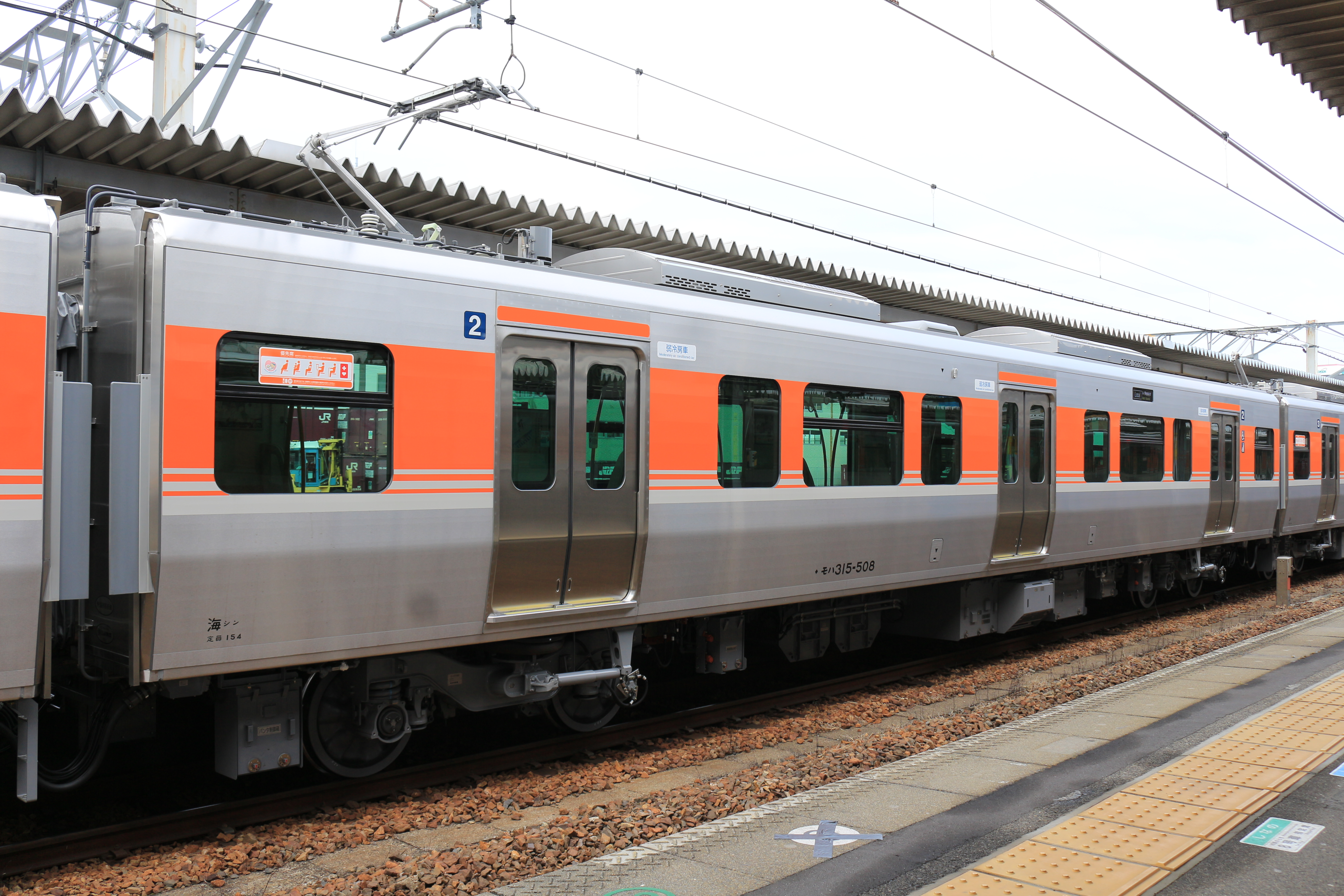
モハ315-500 （モハ315-508）
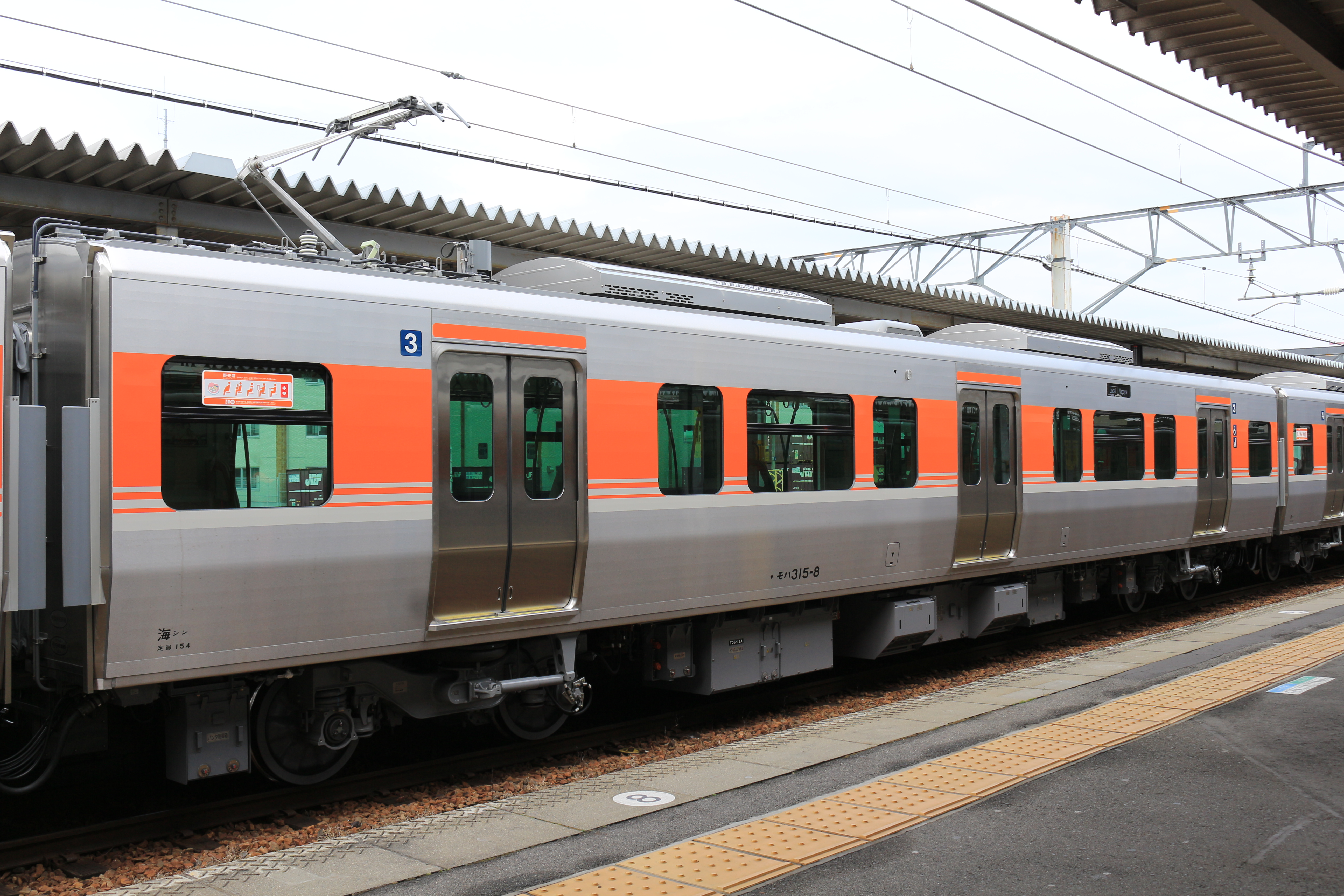
モハ315-0 （モハ315-8）
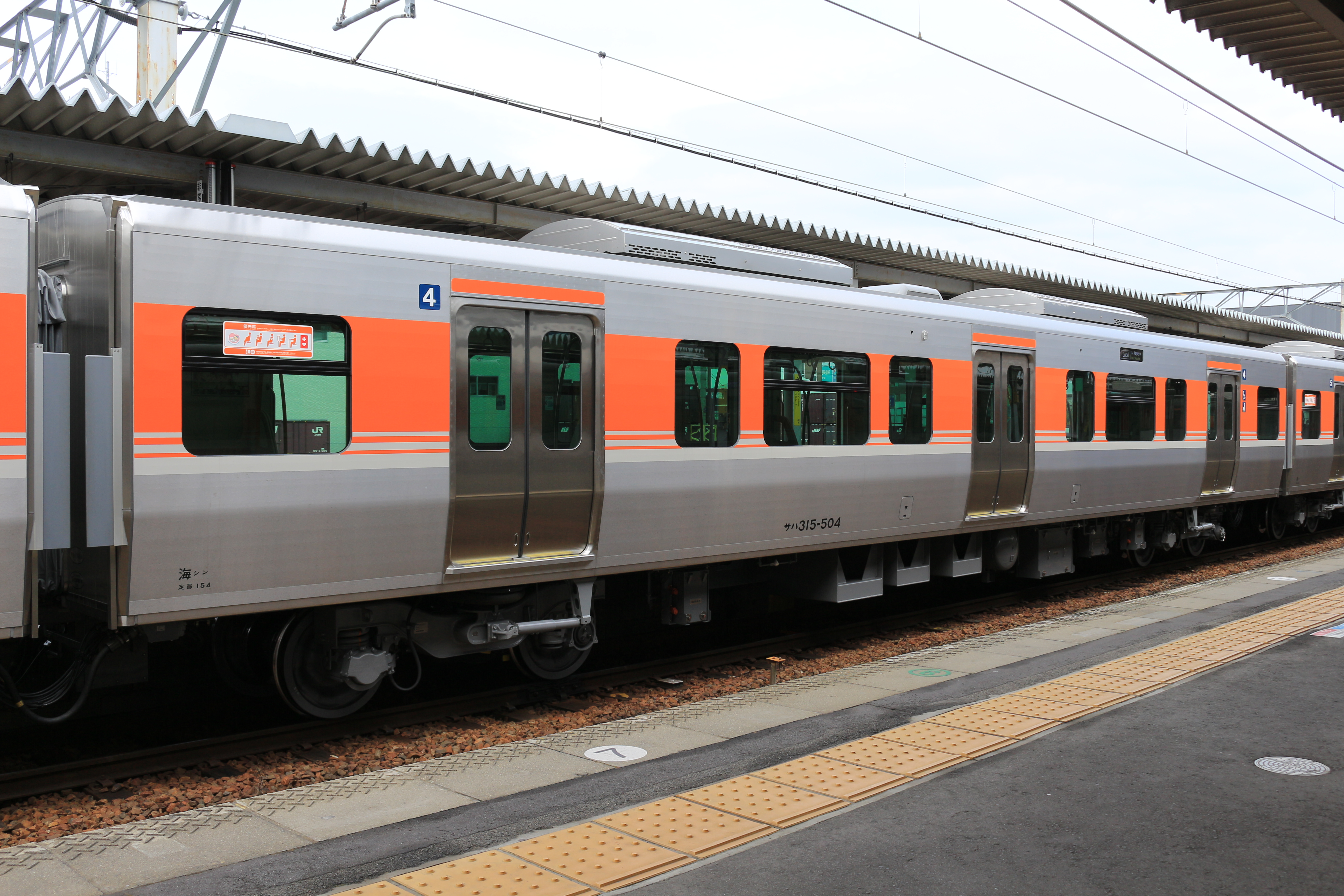
サハ315-500 （サハ315-504）
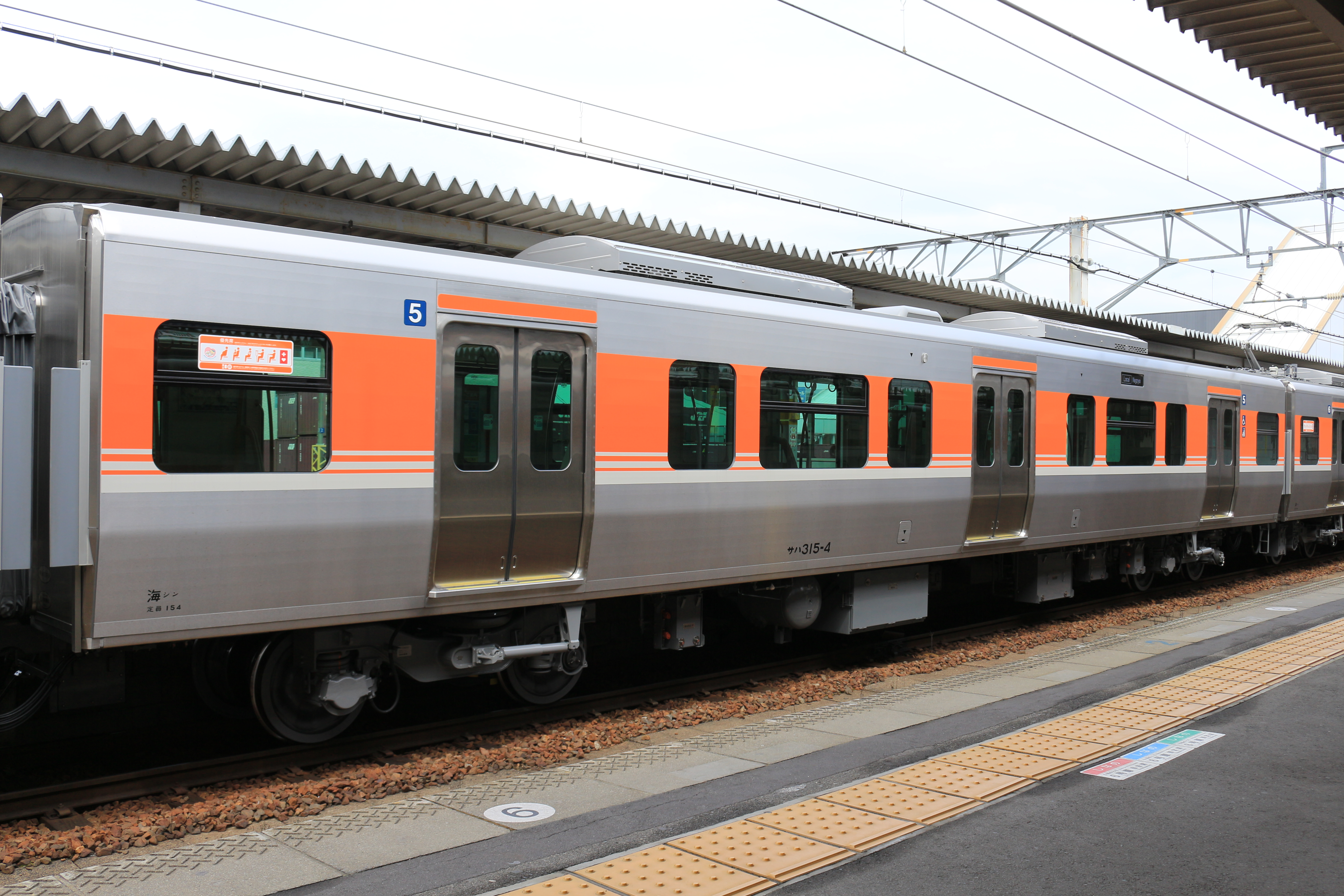
サハ315-0 （サハ315-4）
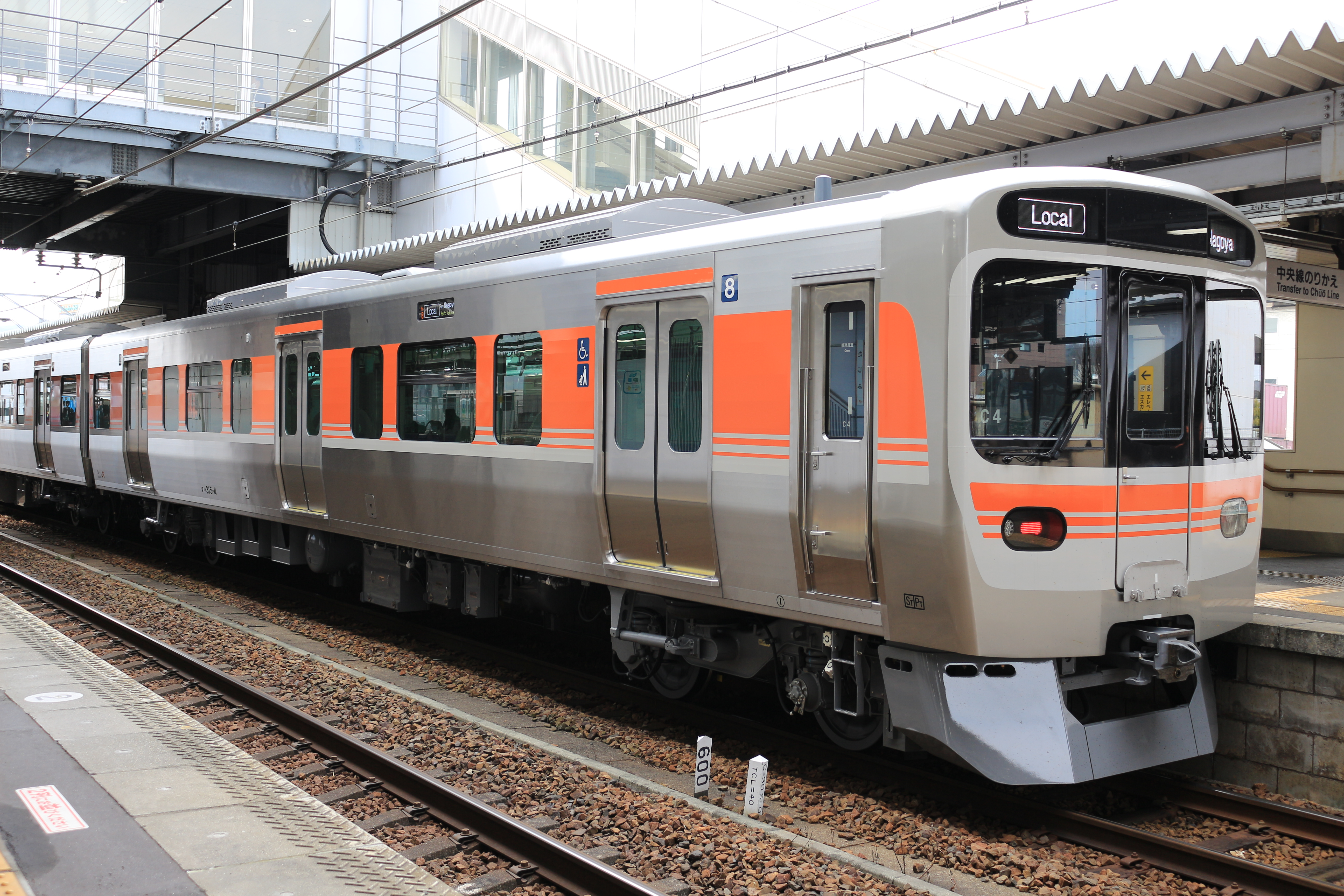
クハ315-0 （クハ315-4）

下り向き制御車。前位寄りに運転台、3位寄りに身障者対応トイレ、4位寄りに車いすスペースを備え、蓄電池、空気圧縮機などを搭載する。0番台は8両編成用、3000番台は4両編成用。
- サハ315形

8両編成に組み込まれる中間付随車。2位寄りに車椅子スペースを備える。
- 0番台（T1）

蓄電池、空気圧縮機などを搭載する。0番台のみ。
- 500番台（T2）

非常走行用インバータ、非常走行用蓄電池、空気圧縮機などを搭載する。500番台のみ。
- クハ314-0
（クハ314-4）
- モハ315-500
（モハ315-508）
- モハ315-0
（モハ315-8）
- サハ315-500
（サハ315-504）
- サハ315-0
（サハ315-4）
- クハ315-0
（クハ315-4）

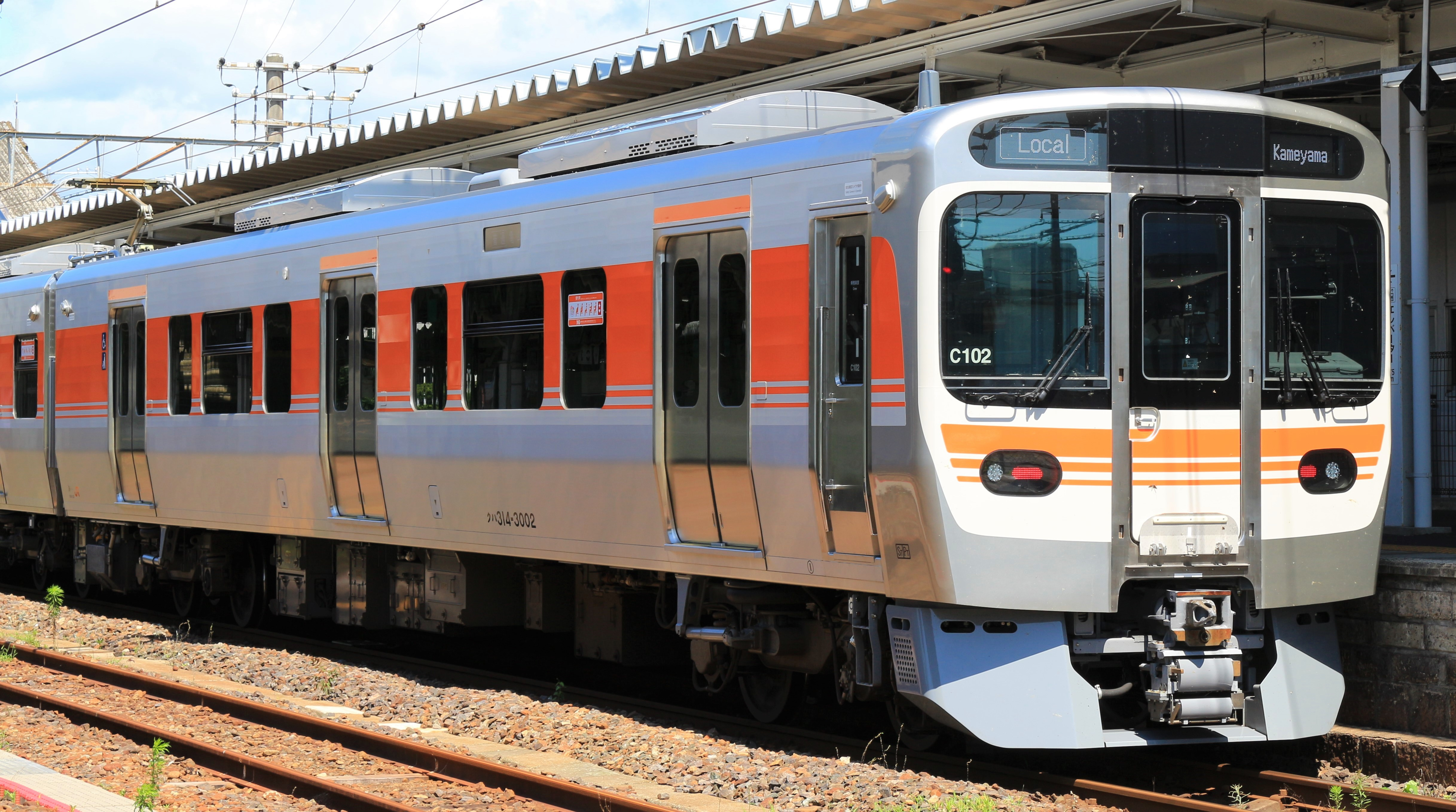
クハ314-3000 （クハ314-3002）
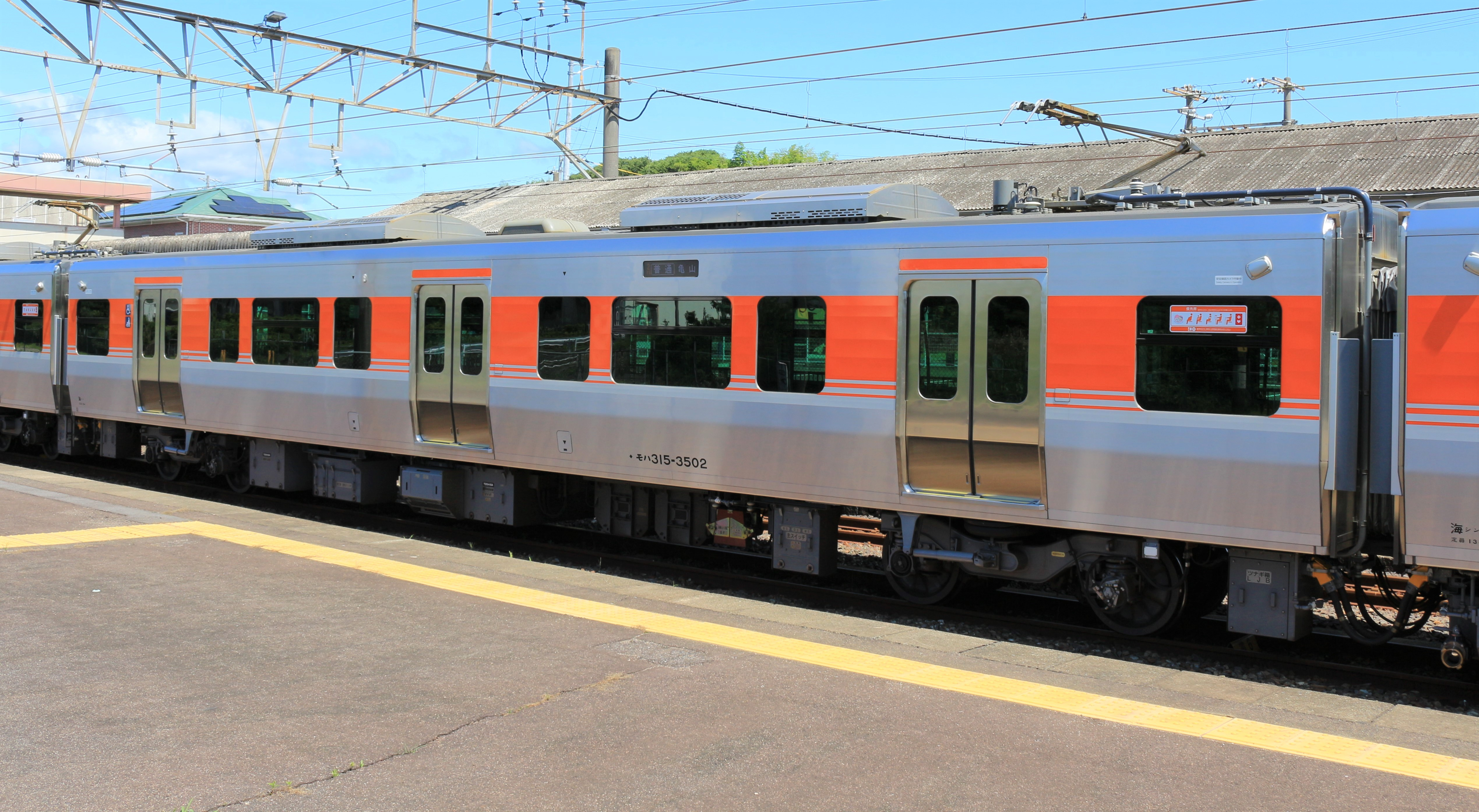
モハ315-3500 （モハ315-3502）
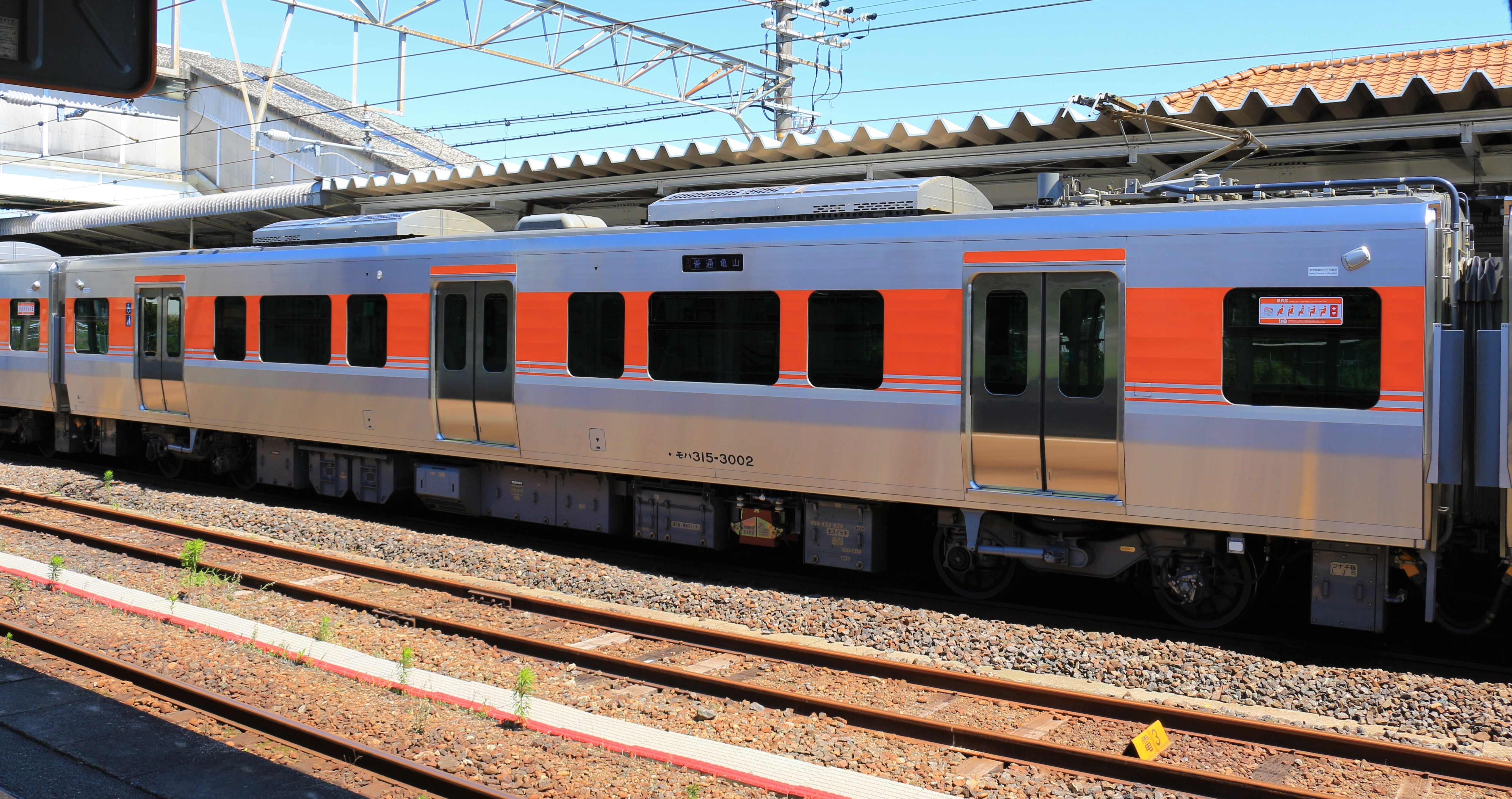
モハ315-3000 （モハ315-3002）
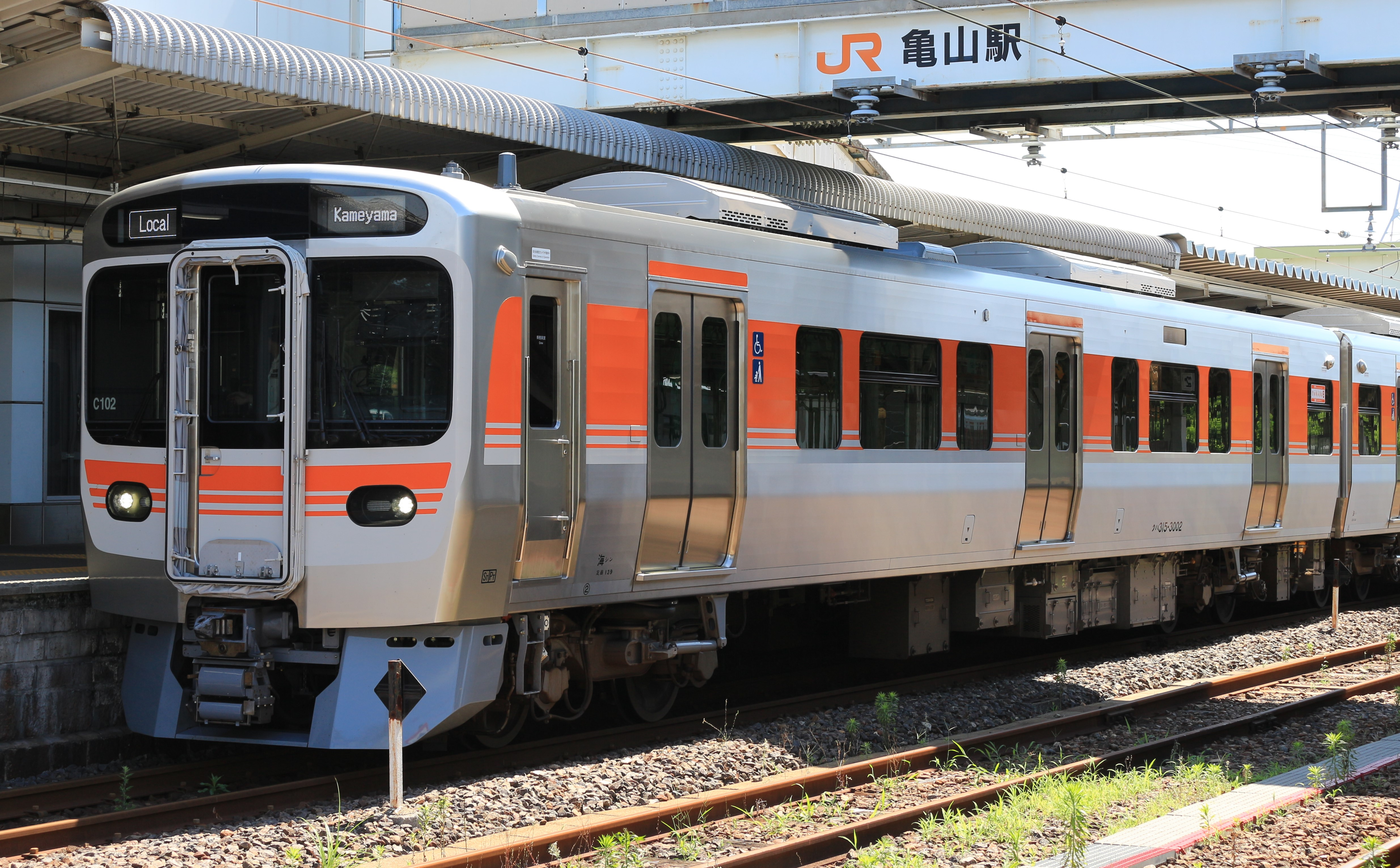
クハ315-3000 （クハ315-3002）

モハ315形が電動車であり、0・3000番台は静止形インバータ (SIV) を一体化したVVVFインバータ制御装置を搭載するのに対し、500・3500番台はVVVFインバータ装置を単独で搭載する。国鉄101系電車以来、日本国有鉄道→JRにおける2Mユニット構成の電車では、長くその機器配置を形式番号の偶数・奇数で区分していたが、本形式では「（サ）モハ314」形式は採用せず、区分番台によって分けられている。

## 編成表

### 0番台（8両編成）
2024年（令和6年）10月1日現在、神領車両区に8両編成×23本（C1 - C23編成）184両が配置されている。本番台は号車表示がなされているが、中央本線では名古屋方（東海道本線での米原方に相当）が1号車となっている。
| ← 中津川・瀬戸口名古屋 → | ← 中津川・瀬戸口名古屋 → | ← 中津川・瀬戸口名古屋 → | ← 中津川・瀬戸口名古屋 → | ← 中津川・瀬戸口名古屋 → | ← 中津川・瀬戸口名古屋 → | ← 中津川・瀬戸口名古屋 → | ← 中津川・瀬戸口名古屋 → | ← 中津川・瀬戸口名古屋 → |
| ------------------------ | ------------------------ | ------------------------ | ------------------------ | ------------------------ | ------------------------ | ------------------------ | ------------------------ | ------------------------ |
| 号車                     | 8                        | 7                        | 6                        | 5                        | 4                        | 3                        | 2                        | 1                        |
| 形式                     | クハ315 -0 （Tc1）       | ＞ モハ315 -0 （M1）     | ＞ モハ315 -500 （M2）   | サハ315 -0 （T1）        | サハ315 -500 （T2）      | ＞ モハ315 -0 （M1）     | ＞ モハ315 -500 （M2）   | クハ314 -0 （Tc'1）      |
| 重量（t）                | 33.9                     | 37.0                     | 34.9                     | 30.4                     | 31.0                     | 37.0                     | 34.9                     | 34.5                     |
| 車両定員                 | 139                      | 154                      | 154                      | 154                      | 154                      | 154                      | 154                      | 133                      |

### 3000番台（4両編成）
2024年（令和6年）10月1日現在、神領車両区に4両編成×14本（C101 - C114編成）56両と、静岡車両区に4両編成×8本（U1 - U8編成）が配置されている。なお、3000番台は0番台と違い電気連結器や貫通幌が設置され排障器や先頭部の形状が異なっている他、号車表記が省略されている。3両以上の編成でもワンマン運転を導入することを目的として、車両側面に安全確認カメラが取り付けられている。また、U編成には乗降扉横に半自動用ドアボタンが設置されている。
| ← 中津川・瀬戸口・亀山名古屋（中央本線・関西線） → ← 熱海米原 → ← 武豊大府（武豊線） → ← 富士（身延線）西富士宮 → ← 御殿場沼津（御殿場線） → | ← 中津川・瀬戸口・亀山名古屋（中央本線・関西線） → ← 熱海米原 → ← 武豊大府（武豊線） → ← 富士（身延線）西富士宮 → ← 御殿場沼津（御殿場線） → | ← 中津川・瀬戸口・亀山名古屋（中央本線・関西線） → ← 熱海米原 → ← 武豊大府（武豊線） → ← 富士（身延線）西富士宮 → ← 御殿場沼津（御殿場線） → | ← 中津川・瀬戸口・亀山名古屋（中央本線・関西線） → ← 熱海米原 → ← 武豊大府（武豊線） → ← 富士（身延線）西富士宮 → ← 御殿場沼津（御殿場線） → | ← 中津川・瀬戸口・亀山名古屋（中央本線・関西線） → ← 熱海米原 → ← 武豊大府（武豊線） → ← 富士（身延線）西富士宮 → ← 御殿場沼津（御殿場線） → |
| --- | --- | --- | --- | --- |
| 形式 | クハ315 -3000 （Tc1） | ＞ モハ315 -3000 （M1） | ＞ モハ315 -3500 （M2） | クハ314 -3000 （Tc'1） |
| 定員 | 139 | 154 | 154 | 133 |

## 車歴表
特記ない限りは2025年4月1日時点の情報を示す。
凡例
- 日車：日本車輌製造
- 神領：神領車両区
- 静岡：静岡車両区

## 運用
2022年（令和4年）3月5日に、中央本線（名古屋駅 - 中津川駅間）で8両編成の0番台が営業運転を開始し、同年3月12日のダイヤ改正からは平日夕方に愛知環状鉄道線の瀬戸口駅まで乗り入れている。愛知環状鉄道線内では、前寄りの車両を締め切り（貫通扉は施錠されるため車内からの立ち入りも不可能）、後ろ寄りの車両で乗降扱いを行う。中央本線（名古屋駅 - 中津川駅間）では2023年（令和5年）10月までに従来の211系電車を置き換え、特急「しなの」用の383系電車を除く全車両が本形式で統一された。
2022年（令和4年）12月22日には4両編成の3000番台（C101・102編成）が登場し、管内各地で試運転が行われた。2023年（令和5年）6月からは安全確認カメラを用いた画像認識技術の検証も兼ね、関西本線（名古屋駅 - 亀山駅間）において営業運転を開始した。
2024年（令和6年）3月15日から東海道本線名古屋地区・武豊線での営業運転を開始した。同時に本系列と313系とを併結した営業運転が開始されている。また翌3月16日のダイヤ改正より、中央本線（名古屋駅 - 中津川駅間）にて本形式による最高速度130 km/hでの営業運転を開始している。
2024年（令和6年）6月1日から東海道本線静岡地区にて静岡車両区所属の3000番台4両編成（U編成）による営業運転が開始した。
2025年（令和7年）3月15日から東海道本線（大垣駅 - 米原駅間）、同年7月1日から東海道本線（豊橋駅 - 大府駅間）でそれぞれ神領車両区所属の3000番台4両編成（C100編成）による営業運転が開始した。

## 今後の予定
2021年（令和3年）度から2025年（令和7年）度にかけて352両（8両編成×23本・4両編成×42本）が製造予定である。
将来的には、車体側面の安全カメラを用いて4両編成（3000番台）でのワンマン運転を目指している。以下の予定でワンマン運転が開始される。
- 2026年（令和8年）3月：関西本線（名古屋駅 - 亀山駅間）・武豊線
- 2027年（令和9年）3月：御殿場線・東海道本線（三島駅 - 沼津駅間）・東海道本線（大垣駅 - 米原駅間）
- 2028年（令和10年）3月：東海道本線（浜松駅 - 豊橋駅間）